# Yeda Pessoa de Castro
Yeda Pessoa de Castro (Salvador, 1937) é uma etnolinguista brasileira.

## Vida
Yeda nasceu em Salvador, Bahia. É doutora em Línguas Africanas pela Universidade Nacional do Zaire, Consultora Técnica em Línguas Africanas do Museu da Língua Portuguesa na Estação da Luz  em São Paulo, Membro da Academia de Letras da Bahia.
Professora aposentada pela Universidade Federal da Bahia (UFBA) é, atualmente, Consultora Técnica e Professora na Universidade do Estado da Bahia (UNEB), estando à frente do NGEALC - Núcleo de Estudos Africanos e Afrobrasileiros em Línguas e Culturas, do qual é fundadora. Foi Professora Visitante em universidades da África e do Caribe, onde atuou também como Adida Cultural da Embaixada do Brasil em Trinidad-Tobago entre 1986 e 1988, sendo a primeira brasileira a defender tese de pós-graduação em uma universidade africana e a único até agora em sua especialidade.

## Realizações
A importância das suas pesquisas, resultado de mais de trinta anos de investigação participante nos dos lados do Atlântico, mereceu reconhecimento internacional. Tem proferido conferência em congressos internacionais em vários países, a convite da ONU, da UNESCO e de instituições acadêmicas onde os estudos africanos são encarados com seriedade. Com vários trabalhos publicados sobre relações culturais e linguísticas Brasil-África, o conjunto de sua obra, é considerado, em todas as partes, como uma renovação nos estudos afro-brasileiros por descobrir a extensão da influência banto no Brasil e introduzir a participação de falantes africanos na formação do português brasileiro.
Na Bahia, foi Diretora do Centro de Estudos Afro-Orientais, fundou o Museu Afro-Brasileiro em Salvador e atualmente é Professora Visitante da pós-graduação da Universidade do Estado da Bahia onde leciona línguas e culturas africanas no Brasil.
Foi conselheira da Fundação Cultural Palmares, Ministério da Cultura, Brasília, entre 2001 e 2003. 
Realizou atividades de consultoria na elaboração de projetos na área de Educação, na Universidade Estadual de Santa Cruz - UESC/Ba - Departamento de Letras e Artes, Núcleo de Estudos Afro-Baianos Regionais KÀWÉ, entre 2000 e 2001. Também atuou como Consultora Técnica em Línguas Africanas para o Projeto Estação da Luz da Nossa Língua, Fundação Roberto Marinho, São Paulo, a partir de 2004. 
Integrou o Conselho Científico e do Comitê de Leitura do Colóquio Internacional Le Gabon et le Monde Iberique, Université Omar Bongo, Libreville, Gabão, em maio de 2002. É membro permanente do Conselho Científico da Revista Kilombo, publicação do CERAFIA, da Universidade Omar Bongo, Gabão. Parecerista da Capes de várias livros, revistas e periódicos científicos, no Brasil e no exterior.
Pertence ao GT de Literatura Oral e Popular da ANPOLL e é Membro Permanente do Comitê Científico Brasileiro do Projeto "Rota do Escravo" da UNESCO. 
Autora de Falares Africanos na Bahia: Um Vocabulário Afro-Brasileiro. Academia Brasileira de Letras / Topbooks Editora, 2001 (2ª edição, 2005), aceito pela crítica como a obra mais completa escrita, até agora, sobre línguas africanas no Brasil, sendo um livro que já se tornou clássico na matéria e A Língua Mina-Jeje no Brasil: Um Falar Africano em Ouro Preto do Séc. XVIII. Fundação João Pinheiro/Secretaria de Cultura de Minas Gerais, 2002. Além de inúmeros artigos e conferências, publicados em revistas científicas, anais de congressos, no Brasil e no exterior.

## Prêmios e Homenagens
- Comendadora da Ordem do Rio Branco, pelo Ministério das Relações Exteriores, em 1997.
- Comenda Maria Quitéria, pela Câmara de Vereadores da Cidade do Salvador, em 1989.
- Sócio-Benemérito da Fundação Baiana do Culto Afro-brasileiro - FEBACAB, em 1994.
- Homenageada como a Grande Benemérita da Cultura Afro-Banto Brasileira pelos Terreiros componentes do Eco-Banto, em São Paulo, 2008[1].
- Homenageada pelo Afoxé Filhos do Congo, Carnaval de 2007. Salvador, Bahia.
- Homenageada pelo Grupo Cultural Afoxé Loni, por sua vida e obra dedicadas aos estudos e à realidade afrobrasileira, no Carnaval das Culturas de Berlim, Alemanha, em maio de 2008.

## Obras

### Livros
- 2009 - Falares Africanos na Bahia: Um Vocabulário Afro-Brasileiro. Rio de Janeiro: Academia Brasileira de Letras/Topbooks Editora (2ª ed. - reimpressão)
- 2005 - Falares Africanos na Bahia: Um Vocabulário Afro-Brasileiro. Rio de Janeiro: Academia Brasileira de Letras/Topbooks Editora (2ª ed.)
- 2002 - A Língua Mina-Jeje no Brasil: Um Falar Africano em Ouro Preto do Século XVIII. Belo Horizonte: Fundação João Pinheiro (Coleção Mineiriana).
- 2001 - Falares Africanos na Bahia: Um Vocabulário Afro-Brasileiro. Rio de Janeiro: Academia Brasileira de Letras/Topbooks Editora.

### Artigos
- 1990 - "No Canto do Acalanto". Salvador: Centro de Estudos Afro-Orientais, Série Ensaio/Pesquisa, 12.
- 1980 - "Os Falares Africanos na Interação Social do Brasil Colônia”. Salvador: Centro de Estudos Baianos/UFBA, nº 89.
- "Influência das Línguas Africanas no Português Brasileiro".